# Дженніфер Еністон
Дже́нніфер Лін Е́ністон (англ. Jennifer Linn Aniston, нар. 11 лютого 1969, Шерман-Оукс, Каліфорнія) — американська акторка, продюсерка, режисерка та підприємиця грецького походження. Лауреатка премій Еммі, Золотий глобус, Гільдії кіноакторів США. Виконавиця ролі Рейчел Ґрін у культовому телесеріалі «Друзі» (1994—2004), за яку отримала нагороду «Золотий глобус» та премію «Еммі». У 2007 році доходи Дженніфер Еністон за підрахунками журналу Форбс склали $14 мільйонів. Найбільші гонорари вона отримала за фільми «Розлучення по-американськи» (2006, $8 000 000), «Ходять чутки» (2005, $8 000 000), «А ось і Поллі» (2004, $5 000 000), «Рок-зірка» (2001, $3 000 000) і «Портрет досконалості» (1997, $2 000 000).

## Життєпис
Народилася 11 лютого 1969 в родині американського актора грецького походження Джона Еністона (англ. John Anthony Aniston, справжнє ім'я Янніс Анітіос Анастасакіс, грец. Γιάννης Ανήτιος Αναστασάκης МФА: [ˌænəstəˈsækɪs], нар. 24.07.1933 на Криті) та акторки Ненсі Доу (англ. Nancy Maryanne Dow, 22.07.1936—25.05.2016). Прізвище батька можна побачити на весільній табличці у фінальних кадрах сьомого сезону серіалу «Друзі» (в написанні Anastassakis). Дід по матері, Ґордон МакЛін Доу, мав шотландсько-англійське походження, а бабуся, Луїза Ґріеко — італійське. Хрещеним батьком Дженіфер став греко-американський актор, найкращий друг батька — Теллі Савалас.
Виросла у Нью-Йорку з двома звідними братами: Джоном Меліком (англ. John Melick, старший брат по матері) та Алексом Еністоном (англ. Alex Aniston, молодший по батьку). Частину дитинства провела в Греції, більше — в Нью-Йорку, де батько знімався у мильних операх. У 1985 році родина переїхала в Лос-Анджелес.
Закінчила мангетенську Школу Фіорелло Ла Гардіа — середню школу музичного, образотворчого та театрального мистецтва (англ. Fiorello H. LaGuardia High School of Music & Art and Performing Arts). Бажання стати акторкою зросло, коли брала участь у бродвейських постановках «З усіх сил» та «Танцюючи на могилі шахової дошки». Одночасно підробляла на тимчасових роботах, кур'єркою та телемаркетологинею.

## Особисте життя
Еністон зустрічалася з музикантом Адамом Дьюріцем і актором Тейтом Донованом. Її шлюб з Бредом Піттом (одружилася 29 липня 2000, розійшлася 7 січня 2005, офіційно розлучилася 2 жовтня) часто висвітлювала преса. ЗМІ називали причинами розриву роман Пітта з Анджеліною Джолі і заяви Пітта про небажання Еністон мати з ним дітей, що Еністон заперечувала. Відновитися їй допомогли заняття йогою. Після розлучення зустрічалась з актором Вінсом Воном. Потім з Джоном Мейером, разом відвідали церемонію вручення Оскара 2009, в тому ж році розлучилися. На зйомках комедії «Мисливець за головами» завела стосунки з актором Джерардом Батлером. З 2011 року зустрічається з актором Джастіном Теру. 5 серпня 2015 одружилася. У лютому 2018 стало відомо про розрив. У жовтні 2019 року Еністон зверталася до спеціального агентства пошуків особистого щастя: за $750 тис. їй організували побачення з бізнесменом, але стосунки не мали продовження. На початку листопада 2019 року стало відомо про стосунки з режисером Віллом Спеком, з яким познайомилася 2016 року на зйомках «Новорічного корпоратива».
Практикує трансцендентальну медитацію.

## Кар'єра
Еністон брала участь у радіошоу Говарда Стерна наприкінці 1980-х — початку 1990-х. Вона переїхала в Голлівуд і в 1990 році виконала першу телевізійну роль у серіалі «Molloy», а також роль у телефільмі «Табір Кукамонга». Крім того, працювала в серіалах «Ferris Bueller» (1990), «The Edge» (1992) і «Muddling Through» (1994), а також з'являлася як запрошена акторка в телесеріалах «Квантовий стрибок», «Голова Германа» і «Закон Берка». Після низки скасованих серіалів, а також роботи в розкритикованому фільмі жахів «Лепрекон», Еністон серйозно замислювалася про завершення кар'єри акторки.
Однак змінила плани, прийшовши на кастинг серіалу «Друзі», який стартував на NBC в 1994 році. Продюсери шоу спочатку хотіли взяти на роль Рейчел Ґрін акторку Кортні Кокс, але Кокс сказала, що бачить себе в ролі Моніки Геллер. Після появи Еністон на знімальному майданчику всім стало зрозуміло, що вона ідеально втілить Рейчел Ґрін. Цю персонажку вона грала протягом усього серіалу з 1994 по 2004 роки. Серіал став дуже успішним, і Еністон, поряд з іншими провідними акторами, здобула популярність у телеавдиторії. Її зачіску копіювали жінки всього світу. В останніх трьох сезонах «Друзів» Еністон отримувала платню в один мільйон доларів за серію. За роботу у шоу була п'ятиразовою номінанткою «Еммі» (і одноразовою лауреаткою) в номінації «Найкраща жіноча роль у комедійному серіалі».
Еністон знімалася в кількох фільмах-виставах, включаючи культовий хіт «Офісний простір». Вона отримала дуже гарні відгуки критики за роль у фільмі «Хороша дівчинка» (2002). Наприкінці 2005 року виконала головні ролі у фільмах «Ціна зради» і «Ходять чутки», які мали непогані касові збори, принісши понад 30 мільйонів доларів кожен.

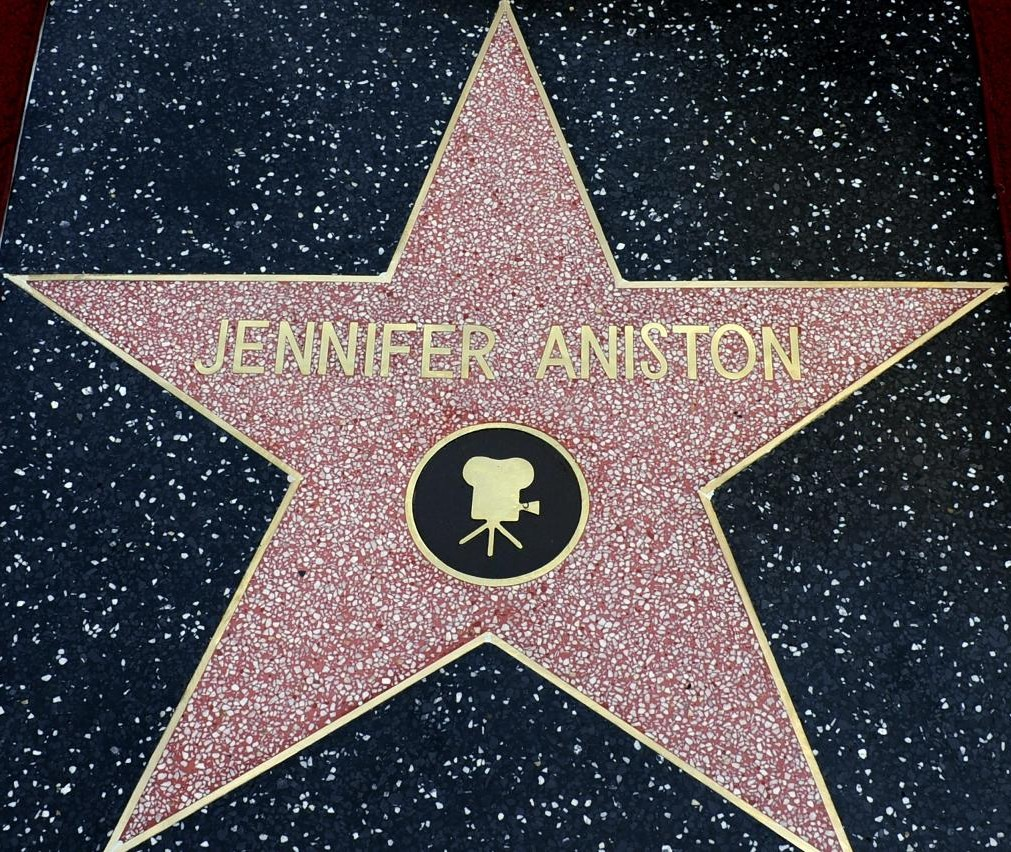
Зірка Дженніфер Еністон на Голлівудській алеї слави

У 2006 затверджена на кілька великих ролей, включаючи романтичну комедію «Розлучення по-американськи». В кінці року спродюсувала фільм «Дружина сенатора», в якому також зіграла Розалін.
Найуспішнішим фільмом Еністон є «Брюс всемогутній», що вийшов у 2003 році (касові збори 243 мільйони доларів у США), у якому вона втілила подругу головного героя. Також досить успішний був фільм «А ось і Поллі».
У 2016 році журнал People віддав перемогу Дженніфер Еністон у щорічній номінації «Найкрасивіша жінка світу».

## Активізм
8 березня 2022 року Еністон в Інстаграм підтримала українських жінок — солдаток, матерів, організаторок, волонтерок, які героїчно протистоять російському вторгненню. Вона наголосила, що українки — неймовірні, і цілий світ їх підтримує. Акторка також заохотила свою аудиторію підтримати Україну та українських жінок грошовими переказами ряду організацій. Серед них фонд "Повернись живим", "Americares [Архівовано 10 березня 2022 у Wayback Machine.]" та "World Central Kitchen [Архівовано 10 березня 2022 у Wayback Machine.]". Пост в Інстаграм набрав майже два мільйони лайків.

## Фільмографія

### Кіно
| Рік  |    | Українська назва           | Оригінальна назва           | Роль                     |
| ---- | -- | -------------------------- | --------------------------- | ------------------------ |
| 1988 | ф  | Мак і я                    | Mac and Me                  | танцівниця               |
| 1993 | ф  | Лепрекон                   | Leprechaun                  | Торі Редінг              |
| 1996 | ф  | Принц зі снів              | Dream for an Insomniac      | Еллісон                  |
| 1996 | ф  | Тільки вона єдина          | She's the One               | Рене Фітцпатрік          |
| 1997 | ф  | Портрет досконалості       | Picture Perfect             | Кеті                     |
| 1997 | ф  | Вислизаючий ідеал          | 'Til There Was You          | Деббі                    |
| 1998 | ф  | Об'єкт мого захоплення     | The Object of My Affection  | Ніна Боровські           |
| 1998 | ф  | Тонка рожева лінія         | The Thin Pink Line          | Клоув                    |
| 1999 | мф | Сталевий гігант            | The Iron Giant              | Енні Г'юз (озвучення)    |
| 1999 | ф  | Офісний простір            | Office Space                | Джоана                   |
| 2001 | ф  | Рок-зірка                  | Rock Star                   | Емілі Поул               |
| 2002 | ф  | Хороша дівчинка            | The Good Girl               | Джастін                  |
| 2003 | ф  | Брюс Всемогутній           | Bruce Almighty              | Грейс Коннеллі           |
| 2004 | ф  | А ось і Поллі              | Along Came Polly            | Поллі Прайс              |
| 2005 | ф  | Ціна зради                 | Derailed                    | Люсінда Гарріс           |
| 2005 | ф  | Ходять чутки               | Rumor Has It...             | Сара Гаттінгер           |
| 2006 | ф  | Друзі з грошима            | Friends with Money          | Олівія                   |
| 2006 | ф  | Розлучення по-американськи | The Break-Up                | Брукі Меєрс              |
| 2008 | ф  | Любовний менеджмент        | Management                  | Сью                      |
| 2008 | ф  | Марлі та я                 | Marley & Me                 | Джен                     |
| 2009 | ф  | Обіцяти — ще не одружитись | He's Just Not That Into You | Бет Марфі                |
| 2009 | ф  | Кохання трапляється        | Love Happens                | Елойз                    |
| 2010 | ф  | Полювання на колишню       | The Bounty Hunter           | Ніколь Гарлі             |
| 2010 | ф  | Більше, ніж друг           | The Switch                  | Кессі Ларсон             |
| 2011 | кф | Моя нелюбима професія      | My Least Favorite Career    | Джулія                   |
| 2011 | ф  | Дружина напрокат           | Just Go with It             | Кетрін                   |
| 2011 | ф  | Нестерпні боси             | Horrible Bosses             | Джулія Гарріс            |
| 2012 | ф  | Оголена спокуса            | Wanderlust                  | Лінда Гердженблат        |
| 2013 | ф  | Ми — Міллери               | We're the Millers           | Сара «Роуз» О'Рейлі      |
| 2013 | ф  | Підміна                    | Life of Crime               | Майкі Доусон             |
| 2014 | ф  | Міс переполох              | She's Funny That Way        | Джейн Клермонт           |
| 2014 | ф  | Торт                       | Cake                        | Клейр Беннетт            |
| 2014 | ф  | Нестерпні боси 2           | Horrible Bosses 2           | Джулія Гарріс            |
| 2016 | ф  | Нестерпні леді             | Mother's Day                | Сенді                    |
| 2016 | мф | Лелеки                     | Storks                      | Сара Гарднер (озвучення) |
| 2016 | ф  | Новорічний корпоратив      | Office Christmas Party      | Керол Ванстоун           |
| 2017 | ф  | Жовті птахи                | The Yellow Birds            | Морін Мерфі              |
| 2018 | ф  | Пампушка                   | Dumplin'                    | Розі Діксон              |
| 2019 | ф  | Загадкове вбивство         | Murder Mystery              | Одрі Шпіц                |
| 2023 | ф  | Загадкове вбивство 2       | Murder Mystery 2            | Одрі Шпіц                |
| 2024 | ф  |                            | Out of My Mind              | внутрішній голос Мелоді  |

### Телебачення
| Рік       |     | Українська назва                  | Оригінальна назва                                           | Роль                                                    |
| --------- | --- | --------------------------------- | ----------------------------------------------------------- | ------------------------------------------------------- |
| 1990      | тф  | Табір Кукамонга                   | Camp Cucamonga                                              | Ава Шектор                                              |
| 1990      | с   | Моллой                            | Molloy                                                      | Кортні Вокер (7 епізодів)                               |
| 1990—1991 | с   | Ферріс Бюллер                     | Ferris Bueller                                              | Дженні Буеллер (13 епізодів)                            |
| 1992      | с   | Квантовий стрибок                 | Quantum Leap                                                | Кікі Вілсон (Епізод: "Nowhere to Run")                  |
| 1992—1993 | с   | Край                              | The Edge                                                    | різні ролі (20 епізодів)                                |
| 1992—1993 | с   | Голова Германа                    | Herman's Head                                               | Сьюзі Брукс (2 епізоди)                                 |
| 1994      | с   | Правосуддя Берка                  | Burke's Law                                                 | Лінда Кемпбелл (Епізод: "Who Killed the Beauty Queen?") |
| 1994      | с   |                                   | Muddling Through                                            | Меделін Дрего Купер (10 епізодів)                       |
| 1994—2004 | с   | Друзі                             | Friends                                                     | Рейчел Грін (236 епізодів)                              |
| 1995      | с   | Шоу Ларрі Сандерса                | The Larry Sanders Show                                      | гість (Епізод: "Conflict of Interest")                  |
| 1995—2016 | с   | Суботнього вечора в прямому ефірі | Saturday Night Live                                         | гість (6 епізодів)                                      |
| 1996      | с   | Партнери                          | Partners                                                    | Сюзанна (Епізод: "Follow the Clams?")                   |
| 1998      | мс  | Геркулес                          | Hercules                                                    | Галатеа (Епізод: "Hercules and the Dream Date")         |
| 1999      | мс  | Південний парк                    | South Park                                                  | місіс Стівенс (Епізод: "Rainforest Shmainforest")       |
| 2003      | с   | Свобода: Історія про нас          | Freedom: A History of Us                                    | Джессі Бентон (Епізод: "Wake Up America")               |
| 2003      | мс  | Цар гори                          | King of the Hill                                            | Пеппероні Сью / Стефані (Епізод: "Queasy Riders")       |
| 2004      | тф  |                                   | Friends: The One Before the Last One - Ten Years of Friends | Рейчел Грін                                             |
| 2007      | с   | Жовта преса                       | Dirt                                                        | Тіна Гаррод (Епізод: "Ita Missa Es")                    |
| 2008      | с   | 30 потрясінь                      | 30 Rock                                                     | Клейр (Епізод: "The One with the Cast of Night Court")  |
| 2010      | с   | Звабливі та вільні                | Cougar Town                                                 | Гленн (Епізод: "All Mixed Up")                          |
| 2012      | с   | Пекуча любов                      | Burning Love                                                | Дана (2 епізоди)                                        |
| 2019—2025 | с   | Ранкове шоу                       | The Morning Show                                            | Алекс Леві (40 епізодів)                                |
| 2021      | док | Друзі: Возз'єднання               | Friends: The Reunion                                        | гість                                                   |

### Режисерка, продюсерка
| Рік       |     | Українська назва         | Оригінальна назва          | Роль                            |
| --------- | --- | ------------------------ | -------------------------- | ------------------------------- |
| 2006      | кф  | Кімната 10               | Room 10                    | режисерка                       |
| 2008      | ф   | Любовний менеджмент      | Management                 | виконавча продюсерка            |
| 2009      | док |                          | Becoming Icizzle           | виконавча продюсерка            |
| 2010      | ф   | Більше, ніж друг         | The Switch                 | виконавча продюсерка            |
| 2011      | тф  | П'ять                    | Five                       | режисерка, виконавча продюсерка |
| 2013      | тф  | Називай мене божевільним | Call Me Crazy: A Five Film | виконавча продюсерка            |
| 2013      | кф  |                          | Icizzle Presents Dog IDS   | виконавча продюсерка            |
| 2014      | ф   | Торт                     | Cake                       | виконавча продюсерка            |
| 2018      | ф   | Пампушка                 | Dumplin'                   | виконавча продюсерка            |
| 2019—2025 | с   | Ранкове шоу              | The Morning Show           | виконавча продюсерка            |

## Нагороди та номінації
Список нагород і номінацій Дженніфер Еністон
| Нагорода                       | Рік  | Категорія                                                              | Робота              | Результат |
| ------------------------------ | ---- | ---------------------------------------------------------------------- | ------------------- | --------- |
| Золотий глобус                 | 2002 | Найкраща жіноча роль другого плану серіалу, мінісеріалу або телефільму | Друзі               | Номінація |
| Золотий глобус                 | 2003 | Найкраща жіноча роль у телесеріалі — комедія або мюзикл                | Друзі               | Перемога  |
| Золотий глобус                 | 2015 | Найкраща жіноча роль — драма                                           | Торт                | Номінація |
| Золотий глобус                 | 2020 | Найкраща жіноча роль у драматичному телесеріалі                        | Ранкове шоу         | Номінація |
| Золотий глобус                 | 2022 | Найкраща жіноча роль у драматичному телесеріалі                        | Ранкове шоу         | Номінація |
| Еммі                           | 2000 | Найкраща акторка другого плану в комедійному телесеріалі               | Друзі               | Номінація |
| Еммі                           | 2001 | Найкраща акторка другого плану в комедійному телесеріалі               | Друзі               | Номінація |
| Еммі                           | 2002 | Найкраща акторка в комедійному телесеріалі                             | Друзі               | Перемога  |
| Еммі                           | 2003 | Найкраща акторка в комедійному телесеріалі                             | Друзі               | Номінація |
| Еммі                           | 2004 | Найкраща акторка в комедійному телесеріалі                             | Друзі               | Номінація |
| Еммі                           | 2009 | Найкраща запрошена акторка в комедійному телесеріалі                   | Студія 30           | Номінація |
| Еммі                           | 2020 | Найкраща акторка в драматичному телесеріалі                            | Ранкове шоу         | Номінація |
| Еммі                           | 2021 | Найкраща спеціальна розважальна, музична або комедійна програма        | Друзі: Возз'єднання | Номінація |
| Премія Гільдії кіноакторів США | 1996 | Найкращий акторський склад у комедійному телесеріалі                   | Друзі               | Перемога  |
| Премія Гільдії кіноакторів США | 1999 | Найкращий акторський склад у комедійному телесеріалі                   | Друзі               | Номінація |
| Премія Гільдії кіноакторів США | 2000 | Найкращий акторський склад у комедійному телесеріалі                   | Друзі               | Номінація |
| Премія Гільдії кіноакторів США | 2001 | Найкращий акторський склад у комедійному телесеріалі                   | Друзі               | Номінація |
| Премія Гільдії кіноакторів США | 2002 | Найкращий акторський склад у комедійному телесеріалі                   | Друзі               | Номінація |
| Премія Гільдії кіноакторів США | 2002 | Найкраща жіноча роль у комедійному телесеріалі                         | Друзі               | Номінація |
| Премія Гільдії кіноакторів США | 2003 | Найкраща жіноча роль у комедійному телесеріалі                         | Друзі               | Номінація |
| Премія Гільдії кіноакторів США | 2003 | Найкращий акторський склад у комедійному телесеріалі                   | Друзі               | Номінація |
| Премія Гільдії кіноакторів США | 2004 | Найкращий акторський склад у комедійному телесеріалі                   | Друзі               | Номінація |
| Премія Гільдії кіноакторів США | 2015 | Найкраща жіноча роль                                                   | Торт                | Номінація |
| Премія Гільдії кіноакторів США | 2020 | Найкраща жіноча роль у драматичному телесеріалі                        | Ранкове шоу         | Перемога  |
| Премія Гільдії кіноакторів США | 2022 | Найкраща жіноча роль у драматичному телесеріалі                        | Ранкове шоу         | Номінація |
| Премія Гільдії кіноакторів США | 2022 | Найкращий акторський склад у драматичному телесеріалі                  | Ранкове шоу         | Номінація |
| Супутник                       | 2002 | Найкраща жіноча роль у телесеріалі — комедія або мюзикл                | Друзі               | Номінація |
| Супутник                       | 2003 | Найкраща жіноча роль у телесеріалі — комедія або мюзикл                | Друзі               | Номінація |
| Супутник                       | 2003 | Найкраща жіноча роль у кінофільмі — комедія або мюзикл                 | Хороша дівчинка     | Номінація |
| Кінопремія «Вибір критиків»    | 2015 | Найкраща акторка                                                       | Торт                | Номінація |
| Незалежний дух                 | 2003 | Найкраща жіноча роль                                                   | Хороша дівчинка     | Номінація |
| HCA TV Awards                  | 2022 | Найкраща акторка в стрімінговому серіалі, драма                        | Ранкове шоу         | Номінація |